# Cornelius Canis
Cornelius Canis (auch de Hondt oder d’Hondt; * um 1506 in Flandern, wahrscheinlich in Gent; † 1562 in Flandern) war ein franko-flämischer Komponist, Sänger und Kapellmeister der Renaissance.

## Leben und Wirken
Über die frühe Lebenszeit von Cornelius Canis sind keine Informationen überliefert. Ein vorhandener Brief vom Jahr 1555 anlässlich seines dienstlichen Abschieds lässt darauf schließen, dass seine Eltern in Gent lebten. Es gab andere Musiker mit ähnlichen Namen, wie Johann d’Hondt, Franz Canis, Gillis de Hondt, Jan de Hondt und Peter Canis, die etwa zu seiner Zeit in Gent oder anderswo wirkten; dass diese mit Cornelius Canis verwandt waren, kann nur vermutet werden. Nachweisbar ist er erstmals 1526 als Sänger an der Kollegiatkirche Saint-Auban in Namur. Einige Jahre später, 1532/33, ist er als „zangmeester“ und Lehrer der Chorknaben an der Kirche St. Johannes in Gent belegt, die zur Bruderschaft Onze-lieve-Vrouw-op-den-rade gehörte. Im Jahr 1539 oder 1540 ist er als einer von 24 Kollegiat-Kanonikern an der Abtei St. Bavo in derselben Stadt dokumentiert.
Im Jahr 1542 fiel ihm die Verantwortung zu, zusammen mit vier neu angeworbenen Chorknaben nach Spanien an die Hofkapelle (Grande Chapelle) von Kaiser Karl V. in Madrid zu reisen. Dort wurde er im Juni 1542 als Nachfolger von Thomas Crécquillon zum Hofkapellmeister ernannt. Zuvor war hier um 1540 Nicolas Gombert als Meister der Chorknaben wegen eines Vorkommnisses entlassen worden und anschließend waren die Positionen von Hofkapellmeister und Leiter der Chorknaben zusammengelegt worden, so dass Canis sich deshalb weiterhin der Betreuung der Chorknaben widmete. Die Liste der Kapellmitglieder vom 27. April 1547 weist zehn Chorknaben auf, und ein Dokument vom 3. Juni 1553 nennt zwölf Chorknaben. In dieser Zeit blieben die Musiker der Hofkapelle selten längere Zeit an einem Ort, weil der Kaiser mit seinem Hofstaat öfter auf Reisen ging, so dass Aufenthalte in Italien, den Niederlanden und Österreich nicht selten waren. Unterlagen des kaiserlichen Hofs belegen beispielsweise Reisen nach Utrecht oder Augsburg. Weitere Musiker dieser Zeit mit Verbindung zum kaiserlichen Hof waren Nicolas Payen und der Organist Jean Lestainnier.
Dem wachsenden Ruf von Canis als Komponist folgten prominente Veröffentlichungen seiner Werke. Nach dem Besuch der kaiserlichen Kapelle in Italien 1543 veröffentlichte der Verleger Antonio Gardano seine Motette „Ave sanctissima Maria“. Ein Treffen des Ordens vom Goldenen Vlies in Utrecht im Januar 1546, dem auch Karl V., Franz I. von Frankreich und der englische König Heinrich VIII. beiwohnten, führten wahrscheinlich zur Veröffentlichung einer Chansonsammlung durch den Verleger Pierre Attaingnant, die außer einem Werk von Canis auch Stücke von Créquillon und Jacobus Clemens non Papa enthielt. In dem Catalogus Familiae Totius aulae Caesareae (1547/48) von Nicolaus Mameranus (1500–1567), dem Hofdichter Karls V., steht „Magister Cornelius Canis, Praefectus sacelli“ an der Spitze der Liste der Kapellmitglieder. Am 7. August 1548 erhielt der Komponist eine besondere päpstliche Vergünstigung. Ein Jahr später, am 28. Juli 1549, bekam er als Belohnung für die Begleitung des späteren Regenten Philipp II. nach Ypern vier Kannen Wein. Nachdem er hier „Zancmeestre vanden coninghinne“ genannt wird, wurde vermutet, dass Canis vielleicht vorübergehend bei Maria von Ungarn, Statthalterin der Niederlande (1531–1555) und musikliebende Schwester Karls V., als Kapellmeister wirkte; diese Position hatte jedoch Benedictus Appenzeller inne. Ab 19. Juni 1551 hatte Canis kaiserliche Pfründen an St. Bavo in Gent inne und ab 1553 an den Abteien Floresse und Notre-Dame in Middelburg (Zeeland).
Ab dem frühen Jahr 1555 hat Canis offenbar seinen Rückzug erwogen, wohl aus Unzufriedenheit mit neuen musikalischen Tendenzen, und verließ den aktiven Dienst am Hof im selben Jahr. Der bayerische Botschafter am kaiserlichen Hof, Sigismund Seld, schrieb am 28. April 1555 an seinen Dienstherrn Herzog Albrecht V. von Bayern, dass Nicolas Payen dazu bestimmt war, Canis als Kapellmeister nachzufolgen, und stellte in Aussicht, dass die neue Strömung der „Musica reservata“ nun besser zum Zuge käme als bisher, weil sich Cornelius Canis damit nicht anfreunden konnte. In einem Brief vom 15. September desselben Jahres berichtete er, dass Canis den kaiserlichen Hof bereits in Richtung Gent verlassen habe, unter Mitnahme großzügiger Vergünstigungen und völliger Reisefreiheit. Diese Abreise erfolgte einen Monat vor der Abdankung Karls V. am 15. Oktober 1555 zugunsten seines Sohnes Philipp II. Die offizielle Mitgliederliste der Hofkapelle von 1557 vermerkt außer den angestellten Mitgliedern auch die seit der vorangegangenen Liste ausgeschiedenen und verstorbenen Personen, wobei Canis in der zweiten Gruppe aufgeführt wird.
Am 16. Juni 1557 wurde Canis in Kortrijk zum Kaplan an St. Martin ernannt und gleichzeitig als Kanoniker an der Kirche Notre-Dame am selben Ort. Er hat aber noch am selben Tag auf die dazu gehörigen Pfründen zugunsten von Josse de Mayere verzichtet. Am 8. April 1561 hat er in Gent sein Testament verfasst und ist im folgenden Jahr 1562 an einem nicht überlieferten Ort in Flandern verstorben (E. Jas 1997). Die frühere Annahme, Canis sei als Kaplan von Kaiser Ferdinand I. am 15. Februar 1561 in Prag verstorben (E. vander Straeten 1867), ist somit durch das Datum seines Testaments widerlegt.

## Bedeutung
Cornelius Canis hat zwei sechsstimmige Messen hinterlassen, außerdem etwa 30 Motetten, drei Hymnen und 29 Chansons. Der größte Teil seines Werks ist zwischen 1542 und 1558 veröffentlicht worden, dagegen sind die beiden Messen, die Hymnen und einige Motetten nur handschriftlich überliefert. Stilistisch gehört Canis zur Generation von Komponisten nach Josquin Desprez, welche für die geistliche Musik eine große Bandbreite kontrapunktischer Verfahren mit großem Geschick anwandte. Außerdem übernahm er die konsequente Anwendung der Imitation von seinem Amtsvorgänger an der Hofkapelle, Thomas Créquillon. Besonders typisch für seine Satzweise ist das Gleichgewicht zwischen markant ausgedehnten melodischen Phrasen einerseits und textbedingt kürzeren Abschnitten andererseits, die eine überzeugende deklamatorische Abwechslung des Gesamtaufbaus herbeiführen. Hinzu kommt bei Canis eine Vorliebe für die Verwendung bereits vorhandenen musikalischen Materials, wie Oberstimme oder Tenorstimme aus Sätzen von Claudin de Sermisy, Jean Courtois, Clément Janequin und Rogier Pathie (um 1510 – nach 1565) zur Herstellung des Gerüsts kanonischer Sätze. So erscheint die Oberstimme der Pariser Chanson „Réconfortez le petit cueur de moy“ von Janequin bei Canis als Kanon zwischen den beiden obersten Stimmen, mit dem Ergebnis, dass eine einfache Chanson in eine komplexe kontrapunktische Struktur umgewandelt wird. Bei seinen eigenen Chansons verwendete er auch Eigenheiten der Pariser Chanson, wie Homophonie, kürzere rhythmische Abschnitte und Kadenzformeln, und übertrug sie auf die ansonsten polyphone franko-flämische Satzweise. Insgesamt kann der musikalische Stil von Cornelius Canis wegen seiner Ferne zur neu aufkommenden Strömung der Musica reservata eher konservativ genannt werden.

## Werke
- Messen
  - Missa super „Pastores loquebantur“ zu sechs Stimmen
  - Missa super „Salve celeberrima“ zu sechs Stimmen
- Motetten und Hymnen
  - „Angeli archangeli troni dominationes“ zu vier Stimmen
  - „Audi filia et vide“ zu fünf Stimmen
  - „Ave sanctissima Maria“ zu fünf Stimmen
  - „Beatus autor seculi“ zu vier Stimmen
  - „Castae parentis viscera“ zu sechs Stimmen
  - „Ceciliam intra cubiculum“ zu vier Stimmen
  - „Clama ne cesses quasi tuba exalta“ zu vier Stimmen (teilweise Benedictus Appenzeller zugeschrieben)
  - „Dixerunt impii“ zu fünf Stimmen
  - „Dixit insipiens in corde suo“ zu vier Stimmen
  - „Domine da nobis auxilium“ zu vier Stimmen
  - „Domine Deus omnipotens“ zu fünf Stimmen
  - „Domine Pater et Deus“ zu vier Stimmen
  - „Domine quis habitat“ zu sechs Stimmen
  - „Ecce mensurabilis posuisti“ zu sechs Stimmen
  - „Ego dormio et cor meum vigilat“ zu fünf Stimmen (teilweise Clemens non Papa zugeschrieben)
  - „Ego dormivi et sompnum sepi“ zu fünf Stimmen
  - „Gloria tibi trinitas“ zu vier Stimmen
  - „Invocavi nomen tuum Domine“ zu fünf Stimmen
  - „Isti sunt triumpatores“ zu vier Stimmen
  - „Nobilis egregio tenere“ zu sechs Stimmen
  - „Nos qui vivimus“ zu vier Stimmen (Zuschreibung: Cornelius)
  - „Novum genus potentiae“ zu vier Stimmen
  - „O beata Caecilia“ zu vier Stimmen
  - „O bone Jesu“ zu vier Stimmen
  - „Pastores loquebuntur“ zu sechs Stimmen (unvollständig)
  - „Quem dicunt homines“ zu fünf Stimmen
  - „Regina caelorum“ zu fünf Stimmen
  - „Sancte Iesu [= Sancta Maria?], succurre miseris“ zu fünf Stimmen
  - „Si contempsi subire iudicium“ zu drei Stimmen
  - „Tota pulchra es amica mea“ zu fünf Stimmen
  - „Tota vita pereginamur honines“ zu vier Stimmen
  - „Veni ad liberandum nos“ zu vier Stimmen
  - „Venit lumen tuum“ zu vier Stimmen
  - „Virgo gloriosa semper evangelium“
- Französische Chansons
  - „Belle donne moy ung regard“ zu fünf Stimmen
  - „C’est a grant tort“ zu fünf Stimmen
  - „Cueur prisonnier“ zu vier Stimmen
  - „D’amours me plains“ zu fünf Stimmen
  - „En attendant l’espoir de ma maistesse“ zu drei Stimmen
  - „En désirant que je vous voye“ zu vier Stimmen
  - „Faulte d’argent“ zu fünf Stimmen
  - „Gens qui parlez mai de m’amye“ zu fünf Stimmen
  - „Il estoit une filette“ zu vier Stimmen
  - „Il me suffit de tos mes maulx“ zu vier Stimmen
  - „Je suis aymé de la plus belle“ zu vier Stimmen
  - „Je suis content que aultrement“ zu vier Stimmen
  - „Ma bouche chante, mon cueur pleure“ zu drei Stimmen
  - „Mal et soucy“ zu vier Stimmen
  - „Mariez-moy père“ zu vier Stimmen
  - „Mon petit cueur“ zu drei Stimmen
  - „Par vous seulle a mort m’assault“ zu vier Stimmen
  - „Pour parvenir bon pied“ zu fünf Stimmen
  - „Quant je suis ou les aultres sont“ zu vier Stimmen
  - „Réconfortez le petit cueur de moy“ zu fünf Stimmen
  - „Secourez-moy madame“ zu vier Stimmen
  - „Si j’avois l’heur d’obtenir allegéance“ zu vier Stimmen
  - „Si j’ay de moy“ zu vier Stimmen
  - „Si par souffrir l’on peult vaincre fortune“ zu fünf Stimmen
  - „Si par souffrir pleusieurs maulx evieulx“ zu fünf Stimmen
  - „Ta bonne grace et maintien gracieux“ zu fünf Stimmen
  - „Tous mes amis“ zu fünf Stimmen
  - „Trop endurer“ zu fünf Stimmen